# Mariakapel (Koningsbosch, Molenweg)

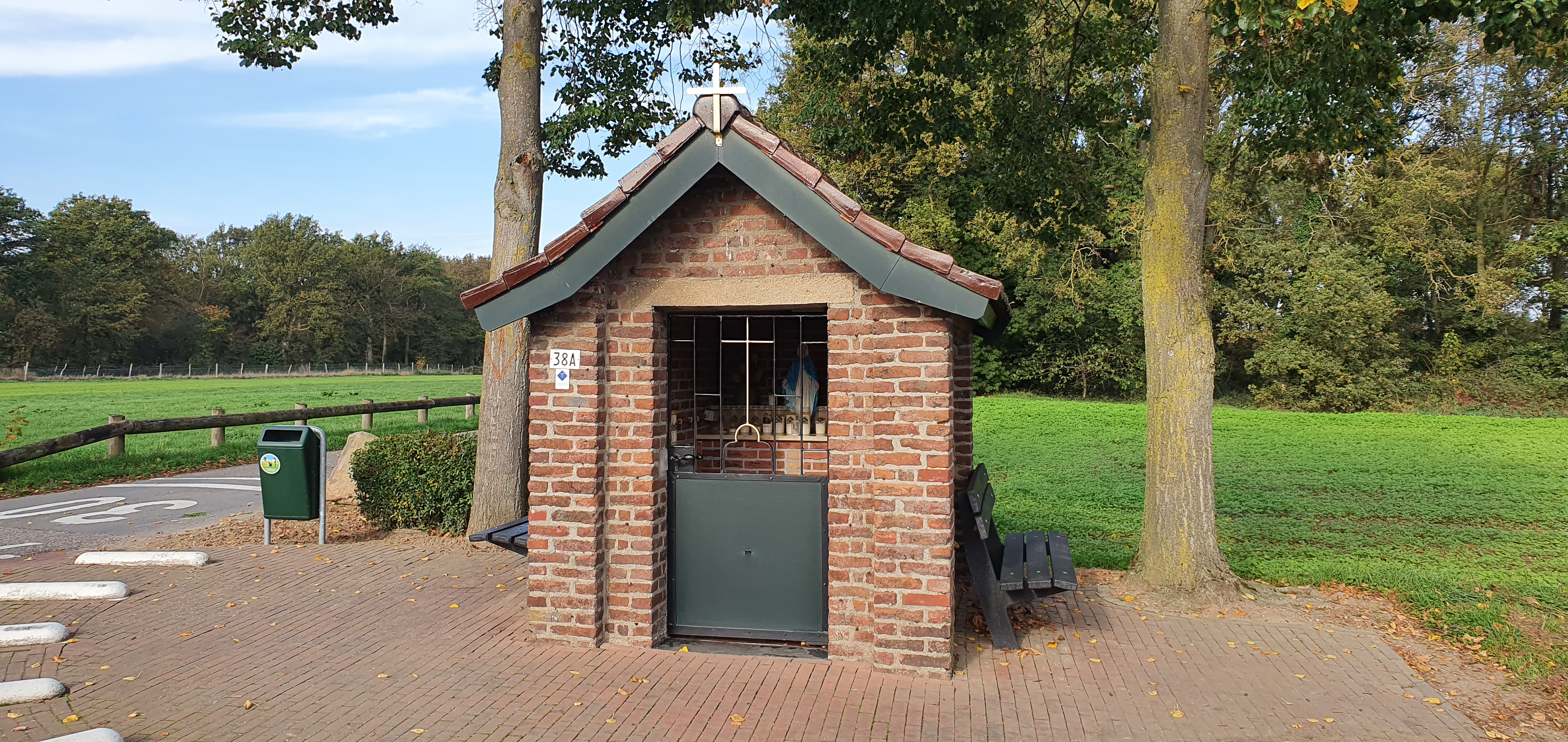
Mariakapel, Molenweg

De Mariakapel, ook bekend als het Kapelletje van Genezing, is een kapel in Koningsbosch in de Nederlands Midden-Limburgse gemeente Echt-Susteren. De kapel staat aan de kruising van de Molenweg met de Koestraat ten westen buiten de dorpskern.
De kapel is gewijd aan Maria.

## Geschiedenis
Omstreeks 1860 werd de kapel gebouwd door een van de eerste kerkmeesters.
Decennialang werd de kapel door buurtbewoners gebruikt door bij een geval van ziekte er een negendaagse noveen te houden, omdat er mensen na bezoek aan de kapel genezen zouden zijn.
In 1950 vond er een restauratie plaats, waarbij in de plaats van het oorspronkelijke 17e-eeuws Mariabeeld een moderner Mariabeeld in de kapel werd geplaatst.
Op 5 december 1978 werd de kapel ingeschreven in het rijksmonumentenregister.

## Bouwwerk
De kapel is op een rechthoekig grondplan gebouwd met rode bakstenen en een recht gesloten koor. Het bouwwerk wordt gedekt door een naar binnen geknikt zadeldak met tuile-du-nordpannen met eronder een groen geschilderde houten windveer. Op de hoeken zijn steunberen aangebracht. De ingang van de kapel is afgesloten met een metalen deur met tralievenster, voorzien van kruis, die groen geschilderd is. Op de voorzijde van de topgevel is een klein kruisje aangebracht.
Van binnen is de kapel opgetrokken in rode baksteen, waarbij er in de achterwand gele bakstenen zijn ingemetseld die samen een kruis vormen. In de kapel staat op de rode plavuizen vloer een altaar en het interieur wordt gedekt door een rondboogvormig gewelf dat wit gestuukt is. Op het altaar zijn bloemen en kaarsen geplaatst met daar te midden van een Mariabeeld met een blauwe mantel.